# Dragonfly (Okui Maszami-album)
A Dragonfly Okui Maszami tizedik nagylemeze, mely 2005. február 2-án jelent meg. Ez az első olyan albuma, mely a saját kiadója, az Evolution adott ki.

## Dalok listája
1. Dragonfly 4:47
2. Fire.com 3:28
3. Star-Gate 5:03
4. A Confession of Tokio 4:32
5. Route 89 5:15
6. Wheel 7:42
7. Troubadour (ginjúsidzsin) (Troubadour-吟遊詩人-?) 5:09
8. Heaven’s Door 4:50
9. Nostalgia 5:32
10. Miracle Go! Go! (ミラクルGO!GO!?) 4:26
11. To All the Things to Love 4:38
12. Olive 4:49

## Albumból megjelent kislemezek
- Olive (2004. december 8.)